# Nele Deyaert
Nele Deyaert (* 13. November 1979 in Beveren) ist eine belgische Basketballspielerin.
Die 1,86 m große Forward war von 1995 bis 2001 in ihrem Heimatland aktiv für Soubry Kortrijk, BCSS Namur und IMC Waregem. Danach wechselte sie für zwei Jahre nach Frankreich zu USO Mondeville und drei Jahre nach Spanien zu Arranz Jopisa Burgos. Seit 2006 geht sie wieder in Belgien auf Körbejagd, zunächst für Dexia Namur und aktuell für IMC Waregem.
Nele Deyaert belegte mit der belgischen Nationalmannschaft den siebten Platz bei der Europameisterschaft 2007 in Italien.
Deyaert wurde 2007, 2008 und 2009 "Player of the Year" der belgischen Top Division Women und ist damit Rekordhalterin.

## Quellnachweise
1. ↑  Archivierte Kopie (Memento des Originals vom 24. September 2019 im Internet Archive)  Info: Der Archivlink wurde automatisch eingesetzt und noch nicht geprüft. Bitte prüfe Original- und Archivlink gemäß Anleitung und entferne dann diesen Hinweis. abgerufen am 11. November 2019

| Personendaten    | Personendaten                 |
| ---------------- | ----------------------------- |
| NAME             | Deyaert, Nele                 |
| KURZBESCHREIBUNG | belgische Basketballspielerin |
| GEBURTSDATUM     | 13. November 1979             |
| GEBURTSORT       | Beveren                       |